# Hale (sovrano)
Hale, o anche Ḫalê, (in accadico, 𒄩𒇷𒂊, Ḫa-le-e; ... – ...) è stato un sovrano dell'Assiria.